# Ostersee (Steiermark)
Der Ostersee (auch Astersee, in der Ausseer Mundart heißt der See Ostasee [ˈɔstasəː]) ist ein kleiner See hinter dem Ostende des Altausseer Sees in der steirischen Gemeinde Altaussee im Bezirk Liezen. Er liegt etwa 300 Meter östlich des Jagdhauses Seewiese unterhalb der Trisselwand.

## Beschreibung
Der See wird durch unterirdische Zuflüsse und einen meist trockenen oberirdischen Zufluss aus dem Talwinkel zwischen Loser und Trisselwand gespeist und fließt über eine relativ flache, etwa 150 Meter lange Verbindung in den Altausseer See ab. Sein Wasserspiegel liegt mit etwa 711 m ü. A. Seehöhe auf der Höhe des Altausseer Sees, der See ist wohl primär eine Grundwasserlacke. Die Länge des Sees beträgt etwa 150 Meter und seine maximale Breite etwa 50 Meter, die Fläche um die 0,5 Hektar (5000 m²).
Im Rahmen der Rundwanderung um den Altausseer See gelangt man bei der längeren Route auch zum Ostersee.

## Der Ostersee in der Literatur
Der Ostersee und seine Umgebung spielen in Barbara Frischmuths Roman Die Mystifikationen der Sophie Silber eine zentrale Rolle.